# Podpłomyk

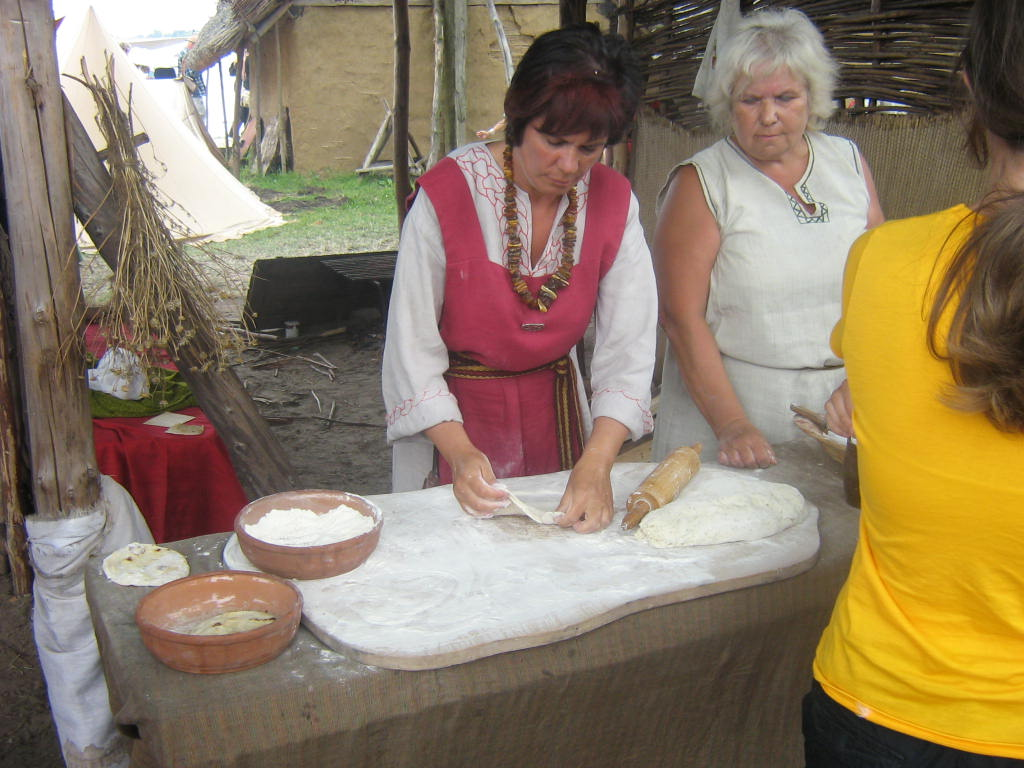
Produkcja podpłomyków podczas Festiwalu Słowian i Wikingów w Wolinie

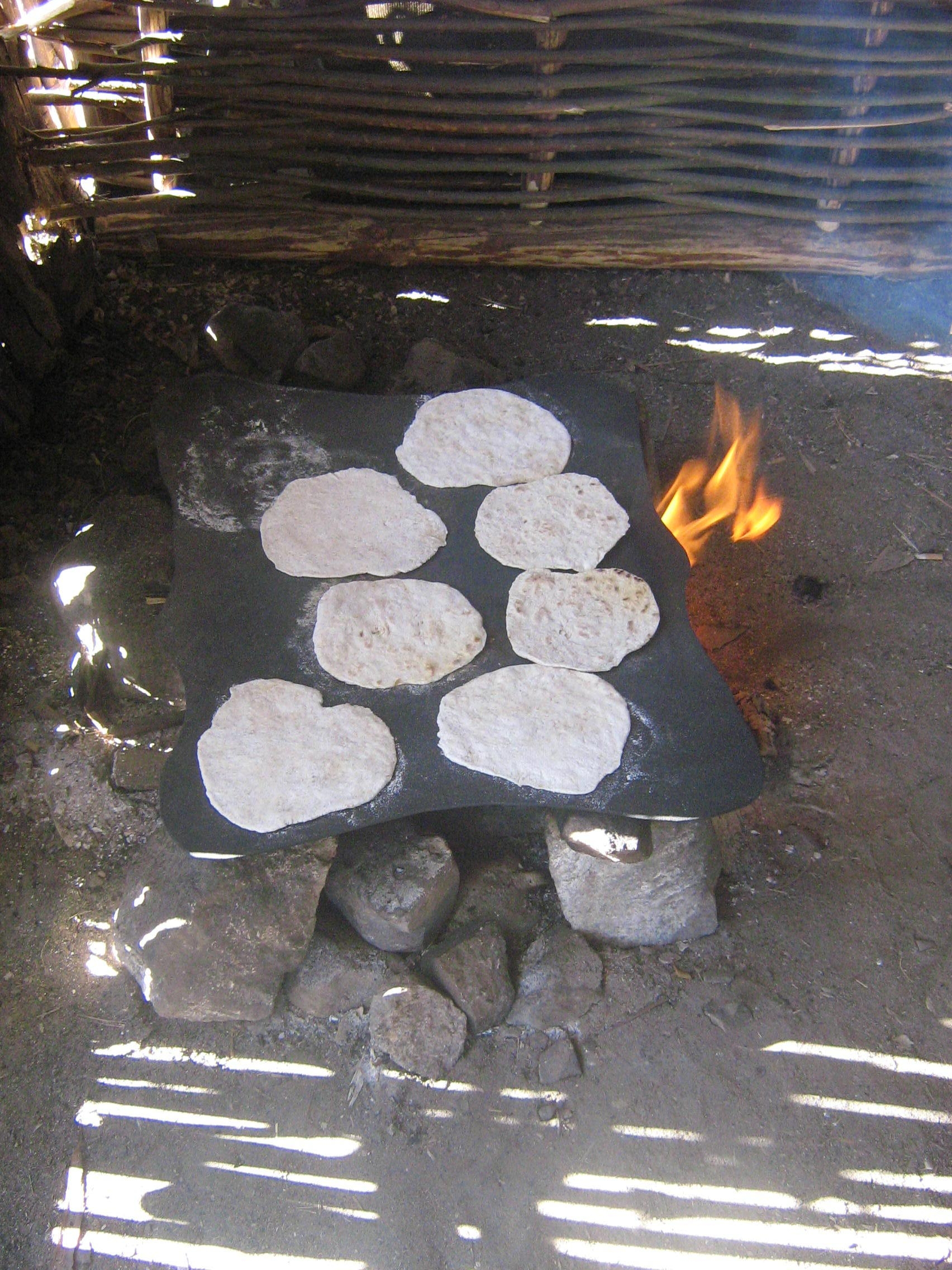
Wypiek podpłomyków

Podpłomyk – najstarsza forma chleba, rodzaj prymitywnego pieczywa w postaci małego placka przygotowanego z mąki i wody bez użycia drożdży oraz pieczonego  na żarze.

## Nazwa
Nazwa podpłomyk pochodzi od wyrażenia przyimkowego pod płomykiem, wskazującego na sposób pieczenia. Pierwsze zapisy nazwy jakie zachowały się w źródłach pochodzą z tekstów w języku łacińskim z XV wieku: Ecce ad caput suum subcinericius panis, pothplomyk, et vas aque oraz Iussit (sc. Abraham) Saray, vxori sue, ut faceret panes subcinericios pothplomiky (1453). Podpłomyki występują także w Biblii królowej Zofii, najstarszym zachowanym polskim tłumaczeniu Starego Testamentu, gdzie w Księdze Rodzaju zapisano: Wesmy trzi myarky møky a zamyesszy, a vczyn potplomik chleba, czyli „Weźmi trzy miarki mąki a zamiesi, a uczyń podpłomyk chleba” .
Odnotowane są także dwie inne nazwy: wychopień, wychopieniek.

## Historia
Podpłomyki przygotowywali dawni Słowianie, którzy jedli je jako dodatek do wszystkich potraw, tak, jak obecnie używa się chleba. Powszechność tego zwyczaju utrzymała się do czasów średniowiecza, kiedy to świeży chleb nie był dostępny codziennie. Pieczono go raz na dłuższy czas i był to przeważnie chleb razowy sporządzany na zakwasie chlebowym. Rozpowszechniony obecnie chleb biały przygotowywany z oczyszczonej, białej mąki oraz pieczony w piecu chlebowym był wyrobem luksusowym, dostępnym codziennie tylko dla zamożnej części społeczeństwa. Dla mniej zamożnej ludności stanowił on pokarm spożywany odświętnie w postaci kołaczy przygotowywanych na święta obrzędowe. W jadłospisie ludności zamieszkałej na terenie ziem obecnej Polski w okresie średniowiecza to proste do przygotowania podpłomyki stanowiły podstawową, codziennie dostępną formę pieczywa. 

## Sposób przygotowania
Sposób przygotowania nie zmienił się od tysięcy lat. Podstawowym składnikiem podpłomyków jest mąka, głównie pszenna, która ze względu na największą elastyczność przygotowanego z niej ciasta umożliwia formowanie dużych placków. Do mieszanki, z której przygotowuje się podpłomyki, dodaje się również sól, wodę oraz w zależności od preferencji zioła lub przyprawy; najczęściej jest to czarnuszka i kminek. Czasami do wody dolewa się mleko lub zakwas. Składniki miesza się razem, robiąc z nich elastyczne ciasto. Na końcu tego procesu z ciasta formuje się wałkiem owalne placki oraz umieszcza je na rozgrzanej, suchej (bez użycia tłuszczu) patelni prażąc z dwóch stron. 
Historyczną metodą wypieku był wypiek na żarze, mocno rozgrzanych w ognisku kamieniach, a później na blasze umieszczonej nad ogniem. Niektóre źródła w nawiązaniu do nazwy podpłomyk, a więc pod płomykiem sugerują, że archaiczna forma przygotowania podpłomyków polegała na pieczeniu ich pod płomieniem tak jak czasami piecze się w popiele ogniska ziemniaki.

## Obecnie
Również obecnie podpłomyki są pieczone jako substytut chleba. Podpłomykiem w niektórych regionach Polski (np. na południowym wschodzie) nazywano próbny wypiek dla sprawdzenia temperatury w piecu chlebowym. Był to płaski placek o średnicy około 30 cm, zrobiony z tego samego ciasta co chleb. Po nagrzaniu pieca był pierwszym wypiekiem. Jeśli po upływie określonego czasu był wypieczony, znaczyło to, że można wkładać właściwy chleb. Jeśli był niedopieczony, należało dodatkowo dogrzać piec.